# أيروليت (لاصق)
الأيروليت (Aerolite) هو مادة لاصقة لملء الفجوات مصنوعة من اليوريا فورمالديهايد وهي مادة مقاومة للماء والحرارة. وتستخدم بكميات كبيرة في صناعة الخشب المضغوط ويستخدمها صانعو القوارب الخشبية لقوتها ومتانتها البالغة. وتستخدم أيضًا في النجارة و كسوة الخشب بالقشرة وتركيبات النجارة العامة. كذلك، يتم استخدام لاصق الأيروليت في إنشاء المركبات الجوية الخشبية ويعتقد بأن الوصلة الملصوقة تفوق قوة خشب التنوب بثلاثة أضعاف.

## نبذة تاريخية
قام الدكتور نورمان دي بروين (Norman A. de Bruyne) بتأسيس معهد أبحاث الفضاء المحدودة (Aero Research Limited) سنة 1934. وفي العام التالي قال دي بروين أن المواد اللاصقة الصناعية قد تلعب دورًا حيويًا في إنتاج المركبات الفضائية واشترك مع آر إي كلارك الكيميائي في جامعة كمبريدج في البحث عن مادة لاصقة تفيد في تطبيقات المركبات الجوية. وأسفر هذا التعاون عن إنتاج مادة الأيروليت وهو مادة لاصقة من اليوريا فورمالديهايد تختلف عن الأصماغ المألوفة في ذلك الوقت وتقاوم الماء والكائنات الدقيقة. وأظهرت الأبحاث التالية أن معجلات التصليد المستخدمة في تجسير الفجوات إذا أضيف إليها حمض الفورميك فإنها تجعل من الأيروليت مادة يمكن استعمالها كمادة لاصقة في أعمال التجميع. وكان الأيروليت هو أول مادة لاصقة على الإطلاق تخترع وتصنع في بريطانيا وكانت تستخدم آنذاك في الخشب الرقائقي الملصق بالراتينج.
وعندما اندلعت الحرب العالمية الثانية، بدأت الشركة الصغيرة في النمو، واستخدمت شركة موريس موتورز (Morris Motors) الأيروليت بالإضافة إلى طريقة تسخين الشرائح المأخوذة من شركة أبحاث الفضاء في تجميع الطائرات الشراعية أير سبيد هورسا (Airspeed Horsa)، وهذا بالضبط هو ما اتبعته شركة دي هافيلاند عند تصنيع طائرة موسكيتو، فضلاً عن غيرها من المركبات الجوية وأيضًا الزوارق البحرية والزوارق الدورية.
وبعد أن وضعت الحرب أوزارها، نقل دي براين ملكية معهد أبحاث الفضاء إلى شركة سيبا السويسرية عام 1948، ولكنه ظل مديرها العام حتى عام 1960.
ويباع الأيروليت في يومنا هذا للاستخدام في بناء القوارب.

## وصلات خارجية
- "Aerolite" Synthetic Glue on the Market - 1938 news article in Flight magazine